# 比利·马丁 (网球运动员)
比利·马丁（英語：Billy Martin，1956年12月25日—），美国男子网球运动员，1975年成为职业球手。他曾搭档安妮·史密斯获得1980年法国网球公开赛混合双打冠军。他于1982年退役。